# Torneo de Linz 2023
El Upper Austria Ladies Linz 2023 fue un torneo de tenis jugado en canchas duras bajo techo. Fue la 32.ª edición del Upper Austria Ladies Linz, y formó parte del circuito WTA 250 de la WTA Tour 2023. Se llevó a cabo en el TipsArena Linz, Austria, del 6 al 12 de febrero de 2023.

## Distribución de puntos
| Modalidad           | Campeona | Finalista | Semifinales | Cuartos de final | 2.ª ronda | 1.ª ronda | Clasificadas | 3.ª ronda de clasificación | 2.ª ronda de clasificación | 1.ª ronda de clasificación |
| Individual femenino | 280      | 180       | 110         | 60               | 30        | 1         | 18           | 14                         | 10                         | 1                          |
| Dobles femenino     | 280      | 180       | 110         | 60               | -         | 1         | -            | -                          | -                          | -                          |

## Cabezas de serie

### Individuales femenino
| Tenista               | Ranking | Preclasificado |
| Maria Sakkari         | 7       | 1              |
| Ekaterina Alexandrova | 17      | 2              |
| Irina-Camelia Begu    | 27      | 3              |
| Anhelina Kalinina     | 31      | 4              |
| Donna Vekić           | 33      | 5              |
| Petra Martić          | 36      | 6              |
| Bernarda Pera         | 41      | 7              |
| Anastasia Potapova    | 43      | 8              |

- Ranking del 30 de enero de 2023[2]

### Dobles femenino
| Tenistas                             | Ranking | Preclasificados |
| Alexandra Panova Alycia Parks        | 117     | 1               |
| Anastasia Dețiuc Miriam Kolodziejová | 135     | 2               |
| Kamilla Rakhimova Yana Sizikova      | 142     | 3               |
| Kaitlyn Christian Sabrina Santamaria | 121     | 4               |

## Campeonas

### Individual femenino
Anastasia Potapova venció a  Petra Martić por 6-3, 6-1

### Dobles femenino
Natela Dzalamidze /  Viktória Kužmová vencieron a  Anna-Lena Friedsam /  Nadiia Kichenok por 4-6, 7-5, [12-10]